# جلال‌الدین محمد اصفهانی
جلال‌الدین محمد اصفهانی پزشک ایرانی قرن ۱۹ میلادی بود. وی از اهالی اصفهان بوده است.
وی که از خود به عنوان طبیب الاصفهان یاد می‌کند، دانشنامه ای پزشکی به نام دستور جلالی به زبان عربی نوشته که بیماری‌ها را به ترتیب از بیماری‌های سر تا پا توضیح می‌دهد. این دانشنامه در ۹ دسامبر ۱۸۲۸ میلادی تکمیل شد. یک نسخه از آن در دانشگاه کالیفرنیا، لس‌آنجلس، ۳ نسخه در کتابخانه ملی پزشکی ایالات متحده آمریکا و ترجمهٔ فارسی (احتمالاً از خود وی) در تهران موجود می‌باشد.
کتاب دیگری نیز به نام حفظ الصحه بدن انسانیه نگاشته و آن را به شاه سلیمان صفوی تقدیم کرده است. البته به علت این که شاه سلیمان در زمان حیان جلال الدین محمد اصفهانی زنده نبوده و دو قرن پیش از وی زندگی می‌کرده، نسبت این کتاب به وی مورد تردید است.